# Championnats du monde de duathlon longue distance 2019
Navigation
Édition précédente Édition suivante
Les championnats du monde de duathlon longue distance 2019 sont organisés par la Fédération internationale de triathlon. Ils se déroulent à Zofingen en Suisse le 1er et le 2 septembre 2018. C'est l'épreuve longue distance du Powerman Duathlon qui sert de support à ce championnat du monde pour la 13e fois de son histoire.

## Organisation
| Distances course (kilomètres) | Distances course (kilomètres) | Distances course (kilomètres) |
| Course à pied                 | Cyclisme                      | Course à pied                 |
| ----------------------------- | ----------------------------- | ----------------------------- |
| 10                            | 150                           | 30                            |

## Palmarès
Les tableaux présentent les podiums des championnats.
| Rang               | Athlète              | Pays     | Temps           |
| ------------------ | -------------------- | -------- | --------------- |
| Médaille d'or      | Diego Van Looy       | Suisse   | 6 h 14 min 29 s |
| Médaille d'argent  | Jens-Michael Gossaue | Suisse   | 6 h 16 min 24 s |
| Médaille de bronze | Daan De Groot        | Danemark | 6 h 20 min 16 s |

| Rang               | Athlète            | Pays   | Temps           |
| ------------------ | ------------------ | ------ | --------------- |
| Médaille d'or      | Nina Zoller        | Suisse | 7 h 14 min 54 s |
| Médaille d'argent  | Melanie Maurer     | Suisse | 7 h 17 min 11 s |
| Médaille de bronze | Corina Hengartnerv | Suisse | 7 h 27 min 47 s |